# Fahrenheit Fair Enough
Fahrenheit Fair Enough è il primo album della band elettronica Telefon Tel Aviv, pubblicato dalla Hefty! Records.

## Tracce
1. Fahrenheit Fair Enough
2. TTV
3. Lotus Above Water
4. John Thomas on the Inside Is Nothing but Foam
5. Life Is All About Taking Things in and Putting Things Out
6. Your Face Reminds Me of When I Was Old
7. What's the Use of Feet If You Haven't Got Legs?
8. Introductory Nomenclature
9. Fahrenheit Far Away

## Crediti
- Joshua Eustis
- Charles W. Cooper